# Aharon Rokeach
Pour les articles homonymes, voir Rokeach.
Aharon Rokeach (19 décembre 1880, Belz, Pologne-18 août 1957 (21 Av), Tel Aviv, Israël), connu en tant que « Reb Arele », est le quatrième Rebbe de la dynastie hassidique de Belz, survivant de la Shoah. Il dirige la dynastie hassidique de Belz de 1926 jusqu'à son décès en 1957.

## Biographie

### Premières années
Aharon Rokeach est né le 19 décembre 1880, à Belz, en Galicie, Pologne, aujourd'hui Belz (Ukraine). Il est le fils aîné du rabbin Yissachar Dov Rokeach et de Basha Ruchama Twersky. Il porte le prénom de son arrière grand-père, le rabbin Aharon de Tchernobyl (1787-1871),, mais Yissachar Dov lui apprend qu'il pensait aussi en le nommant Aharon au rabbin Aaron Le Grand de Karlin. Aharon a une sœur plus jeune, Chana Rachel.
Aharon a quatre ans lorsque sa mère décède le 18 mars 1884. Son grand-père, le rabbin Yehoshua Rokeach, le deuxième Rebbe de la dynastie chassidique de Belz le prend sous sa tutelle.
Le grand-père de Aharon meurt le 30 janvier 1894, alors que Aharon a quatorze ans. Son père devient le troisième Rebbe de la dynastie chassidique de Belz. Yissachar Dov se remarie avec Chaya Devora Pecsenik. Ils ont sept enfants. Aharon a 22 ans à la naissance de son demi-frère Mordechai.

### Mariage
Aharon se marie avec sa cousine Malka, la fille du frère aîné de Yissachar Dov, Shmuel Rokeach, le rabbin de Sokal (Ukraine). Le jeune couple vit avec le rabbin Shmuel Rokeach pendant plusieurs années. Aharon mène une vie ascétique, qui sera une caractéristique de toute sa vie.
Aharon et Malka ont 5 fils et 4 filles. Plusieurs enfants meurent à la naissance. Une fille, Mirel, décède en 1938. Les autres enfants sont tués avec leurs familles par les nazis.

### Rebbe de Belz
Le père de Aharon, Yissachar Dov, décède à Belz, le vendredi soir 30 octobre 1926. Âgé de 46 ans, Aharon devient le nouveau Rebbe de Belz, après les funérailles de son père qui ont lieu après la fin de Chabbat.
Il devient très vite un leader très populaire. Il continue de vivre une vie ascétique mais il a un rapport très chaleureux avec ses disciples et tous ceux qui viennent prendre conseil ou à la recherche d'une bénédiction et un encouragement.

### LaShoah
Durant l'occupation de la Pologne durant la Seconde Guerre mondiale, les nazis recherchent le Rebbe de Belz, une des personnalités les plus connues du judaïsme. Les hassidim de Belz font tout pour sauver le Rebbe Aharon, et son demi-frère Mordechai, , qui sont transférés clandestinement de Belz (Ukraine) dans le village de Wiśnicz près de Cracovie, puis dans le Ghetto de Bochnia, puis dans le Ghetto de Cracovie, et de nouveau dans le Ghetto de Bochnia, échappant aux poursuites et aux déportations.
Aharon et Mordechai sont transférés clandestinment de Pologne occupée en Hongrie. Ils restent 8 mois à Budapest, avant de prendre l'Orient Express pour Istanboul, pour finalement arriver en Israël en février 1944.
Aharon et Mordechai ont perdu toutes leurs familles durant la Shoah.
Le fils aïné de Aharon, Moshe Rokeach, est brûlé vif dans la Synagogue de Przemyślany non loin de Lwów, alors même que son père se cache dans la même ville. Il avait vu la Synagogue brûler et pensait que son père y était. En voulant sauver son père et pénétrer dans l'immeuble en flammes, il périt. L'épouse de Moshe et ses 5 enfants sont assassinés.
La fille aînée de Aharon, Rivka Miriam, et son mari, le rabbin Shmiel Frankel, sont assassinés avec leurs 7 enfants.
Deux autres filles de Aharon, Adel Twersky et Sara Bracha Rosenfeld, sont assassinées avec leurs enfants.